# Lammas with Little Hautbois

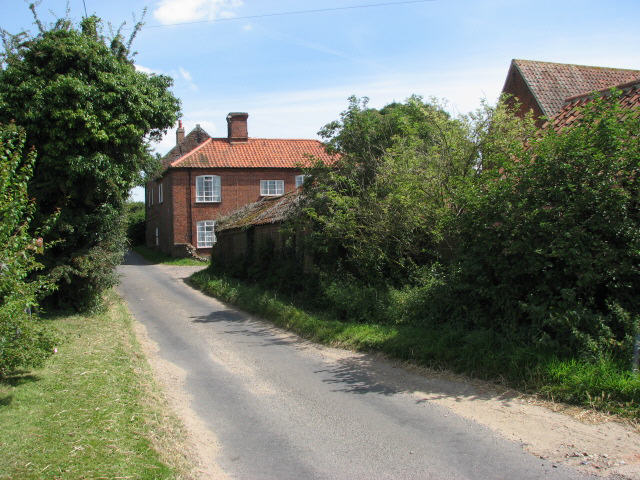

Lammas with Little Hautbois var en civil parish fram till 1935 när den uppgick i civil parish Buxton with Lammas, i grevskapet Norfolk i England. Civil parish var belägen 8 km från North Walsham och hade 205 invånare år 1931.